# 1936 у літературі

## Нагороди
- Нобелівську премію з літератури отримав американський драматург Юджин Гладстоун О'Ніл.

## Книги
- «Війна з саламандрами» — роман Карела Чапека.
- «Смерть у кредит» — Роман Луї-Фердінана Селіна.
- «Убивства за алфавітом» — роман Агати Кристі.
- «Авесалом, Авесалом!» — роман Вільяма Фолкнера.
- «Три товариші» — роман Еріха Марії Ремарка.
- «Віднесені вітром» — роман Маргарет Мітчелл.
- «Золотий ключик, або Пригоди Буратіно» — казка Олексія Толстого.
- «Найманий вбивця» (англ. «A Gun for Sale») — роман Ґрема Ґріна.

### П'єси
- «Дім Бернарди Альби» — п'єса Федеріко Гарсіа Лорки.

### Поезія
- «Книга Лева» — збірка віршів Богдана-Ігора Антонича.
- «Дивись, незнайомцю» — збірка віршів Вістена Г'ю Одена.

## Народились
- 7 березня — Жорж Перек,французький письменник і кінорежисер.
- 30 квітня — Віктор Лихоносов, російський письменник.
- 23 червня — Річард Бах, американський письменник.
- 24 серпня — Антонія Баєтт, англійська письменниця і поетеса.
- 30 вересня — Севгі Сойсал, турецька письменниця.
- 5 жовтня — Вацлав Гавел, чеський політик та громадський діяч, дисидент, критик комуністичного режиму, драматург та есеїст.
- 20 листопада — Дон Делілло, американський есеїст, романіст, новеліст та драматург.

## Померли
- 5 січня — Рамон Марія дель Вальє-Інклан, іспанський письменник, драматург.
- 18 січня — Редьярд Кіплінг, англійський поет і прозаїк, нобелівський лауреат.
- 1 березня — Михайло Кузмін, російський поет Срібної доби.
- 11 червня — Роберт Говард, американський письменник та поет.
- 12 червня — Джеймс Монтегю Родс, англійський письменник, в історію світової літератури увійшов як класик жанру «історія з привидом».
- 14 червня
  - Гілберт Кіт Честертон, англійський письменник, християнський мислитель і журналіст.
  - Максим Горький, російський, пізніше радянський «пролетарський» письменник, драматург та публіцист.
- 15 серпня — Грація Деледда, італійська письменниця, лауреат Нобелівської премії з літератури 1926 року.
- 19 серпня — Федеріко Гарсія Лорка, іспанський поет і драматург.
- 5 жовтня — Ян Слауергофф, нідерландський поет, прозаїк.
- 12 листопада — Стефан Грабінський, польський письменник, представник жанру жахіть у польській літературі першої половини XX століття, званий «польським По» і «польським Лавкрафтом».
- 10 грудня — Луїджі Піранделло, італійський письменник і драматург, лауреат Нобелівської премії з літератури 1934 року.
- 31 грудня — Мігель де Унамуно, іспанський філософ, письменник.